# مايك باتي
مايك باتي (بالإنجليزية: Mike Batty)‏ (10 يوليو 1944 بمانشستر في المملكة المتحدة - ) هو لاعب كرة قدم بريطاني في مركز قلب الدفاع. لعب مع مانشستر سيتي ونادي ريل.

## وصلات خارجية
- مايك باتي على موقع قاعدة بيانات كرة القدم.إي يو (الإنجليزية)